# 出水北インターチェンジ
出水北インターチェンジ（いずみきたインターチェンジ）は、鹿児島県出水市境町で事業中の南九州西回り自動車道（芦北出水道路）のインターチェンジである。名称は仮称である。

## 歴史
- 2005年（平成17年）12月9日 : 都市計画決定
- 未定 : 水俣IC - 出水IC間開通に伴い供用開始予定。

## 道路
- E3A 南九州西回り自動車道

## 接続する道路
- 国道3号

## 隣
E3A 南九州西回り自動車道（芦北出水道路）
袋IC（仮称・事業中） - 出水北IC（仮称・事業中） - （9）出水IC